# Уиллем (граф Мара)
Уиллем Мар, или Уильям Мак Доннахайд (англ. Uilleam, Earl of Mar; ум. 1276/1281) — шотландский аристократ, 5-й граф (мормэр) Мара (1244—1276/1281).

## Биография

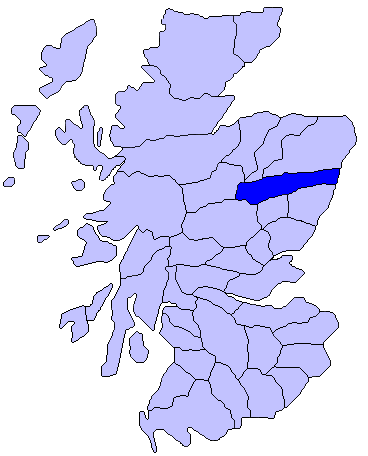
Графство Мар на территории Шотландии

Сын и преемник Доннхада, 4-го графа Мара (ок. 1203 — ок. 1244).
Уиллем, граф Мара, принимал активное участие в политической жизни Шотландии, став крупной фигурой в правлением короля Александра II и его сына Александра III. К 1244 году Уиллем породнился с домом Коминов, влиятельной французской семьей в Шотландском королевстве. Он женился на Элизабет (Изабелле) Комин, дочери Уильяма Комина, графа Бьюкена. Между графом Мара и Коминами был заключен союз для борьбы против Алана Дорварда, фактического правителя королевства в малолетство Александра II. Ведя происхождение от дочери Гилли Криста, мормэра Мара в 1183—1203 годах, Алан Дорвард претендовал на титул мормэра Мара, но Уиллем успешно сдерживал его амбиции и удержал свой родовой титул. Уиллем и Александр Комин, граф Ментейт, позднее обвинили в измене Алана Дорварда, находившегося при дворе короля Англии Генриха III в Йорке.
С 1249 по 1255 год Уиллем, граф Мар, был одним из регентов (хранителей) Шотландии в начале правления Александра III. Дважды занимал пост великого королевского камергера (1252—1255, 1262—1267).
Уиллем, граф Мар, занимал должность шерифа Дамбартона в 1264—1266 годах и усилил своё влияние на западе Нагорья. Уиллем смог женить своего внука Доннхада на Кристине, дочери Алана Макруаири, правителя Гарморана, одного из главных сторонников Норвегии против шотландской короны в 1260-х годах.
После смерти своей первой жены Изабеллы в 1267 году Уиллем вторично женился на Мюриэль, дочери Маоля Йосы II, графа (мормэра) Стратерна (1245—1271).
После смерти в 1276/1281 году Уиллема ему наследовал его сын от первого брака, Домналл I.